# 覚超
覚超（かくちょう、天徳4年（960年） - 長元7年1月24日（1034年2月15日））は平安時代中期の天台宗の僧。俗姓は巨勢氏。出身は和泉国。兜率先徳とも称される。
比叡山良源・源信について天台教学を学び、慶円のもとで密教を学んだ。初め兜率院その後横川首楞厳院に住し、著述に励んだ。また、最勝講の講師や東三条法華八講の聴衆をつとめ、1029年（長元2年）権少僧都に任じられた。密教教学に秀で、密教関係の著作を多く残し、その後覚超の流派は台密川流と称された。